# Stresa
Stresa (Stresa in dialetto locale) è un comune italiano di 4 651 abitanti della provincia del Verbano-Cusio-Ossola in Piemonte.
Grazie alla sua posizione sulla costa occidentale del Golfo Borromeo, dirimpetto alle omonime isole, parte del territorio comunale, e all'elegante lungolago ospitante lussuosi alberghi e dimore storiche, Stresa è una celebre stazione turistica lacustre ed è una delle località più visitate dell'intero territorio piemontese.

## Geografia fisica

### Territorio

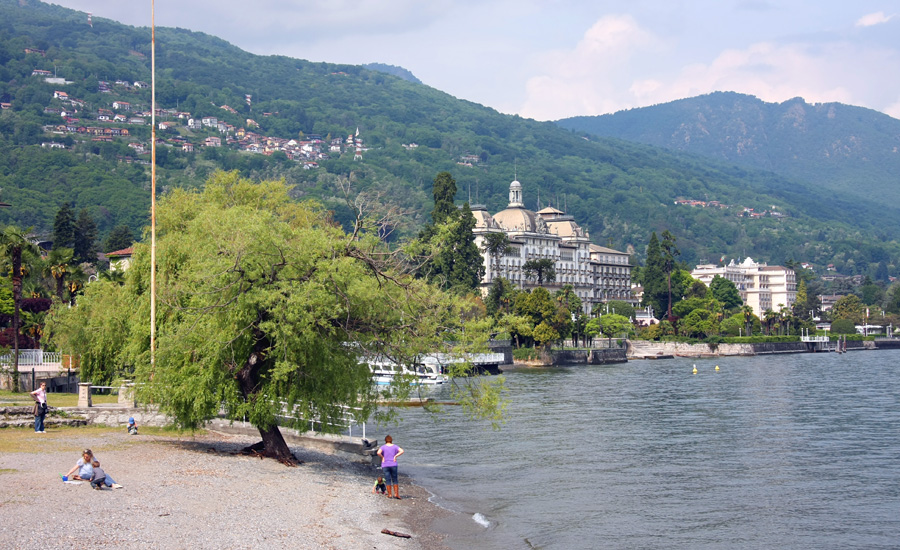
Il lungolago

Il territorio di Stresa è diviso in quattro parti: è in parte costiero, in parte insulare, in parte collinare e in parte montano. La parte costiera, affacciata sul lago Maggiore, comprende il nucleo storico di Stresa e la frazione di Carciano; la parte insulare comprende tre delle quattro Isole Borromee (Madre, Bella, Pescatori); la parte collinare comprende una serie di frazioni a dominio del lago Maggiore (Levo, Binda, Campino, Passera, Someraro, Vedasco, Brisino e Magognino); la parte montana comprende la frequentata stazione sciistica del Mottarone, gli alpeggi sottostanti al versante est della montagna e il Giardino botanico Alpinia.

## Origini del nome
Il nome di Stresa apparve per la prima volta scritto su una carta di vendita del 15 gennaio dell'anno 998 come "STRIXSYA".
In altre carte posteriori è "STREXIA", più tardi "STREXA", poi "STRESIA" e in ultimo "STRESA" che le rimase costante.
Il suo nome deriva dall'estendersi del suo "fondo" in lunghezza a guisa di striscia e deriva dall'antico teutonico o longobardo "STRICH" che, applicato in nomi di luoghi significa appunto una linea alquanto estesa di terra.
L'etimo è incerto. Olivieri pensa a una forma latina (non attestata) *stratensis da strāta, "strada pavimentata", o, in alternativa, da lastresa, a sua volta da lastra. Con ogni verosimiglianza, è paretimologica una derivazione longobarda.

## Storia
Da Stresa, in epoca romana, passava la via Severiana Augusta, strada romana consolare che congiungeva Mediolanum (la moderna Milano) con il Verbannus Lacus (il Lago Verbano, ovvero il Lago Maggiore, e da qui al passo del Sempione (lat. Summo Plano).
La prima fonte storica che cita l'esistenza di Stresa è una pergamena del 998, nella quale il luogo viene chiamato Strixia, forma confermata da una fonte del 1249; nel 1220 compare come Strexia. Nel 1014 l'imperatore Enrico II donò Stresa alle religiose del monastero di San Felice di Pavia.
Dal 1926 al 1946 il nome del Comune fu Stresa Borromeo.
Nel 1927 entrarono a far parte del comune gli ex comuni di Chignolo Verbano e Brisino. 
Nel 1928 fu la volta dell'ex comune di Magognino.
In questa località, presso il Palazzo Borromeo, tra l'11 e il 14 aprile 1935 si tenne la Conferenza di Stresa, all'esito della quale, le potenze di Italia, Francia e Regno Unito, sottoscrissero un'intesa, conosciuta come Fronte di Stresa. Quest'ultima altro non era che un accordo di carattere politico e militare, in funzione antitedesca, volto a sanzionare le reiterate violazioni del Trattato di Versailles da parte del governo tedesco.
Il 16 settembre 1943 furono rastrellati a Stresa quattro delle 57 vittime dell'Olocausto del Lago Maggiore (22 settembre 1943). I loro nomi sono oggi ricordati in un monumento assieme alle 11 altre vittime (civili, militari e partigiani) dei lager nazisti. La maggior parte degli ebrei presenti in zona riuscì a salvarsi grazie al sostegno ricevuto dalla popolazione locale. 
Il 1° giugno 1951 Austria, Danimarca, Francia, Italia, Norvegia, Svezia e Svizzera conchiusero a Stresa la Convenzione internazionale su l’uso delle designazioni d’origine e delle denominazioni dei formaggi, più semplicemente anche nota come Convenzione di Stresa. I predetti Paesi avevano deciso di darsi regole comuni per la tutela delle denominazioni dei formaggi, fu così che a Stresa venne per la prima volta riconosciuta protezione alle denominazioni di origine del settore caseario.
Nel 1958 in città si tenne il vertice dei ministri europei che pose le fondamenta della politica agricola comune (PAC). 
Dal 3 al 6 giugno 2004 Stresa ospitò la cinquantaduesima riunione del Gruppo Bilderberg.

### Simboli
Lo stemma è stato approvato con delibera del consiglio comunale del 5 aprile 1914 e concesso con regio decreto del 29 aprile 1915.
Nel campo destro campeggia per metà la croce rossa in campo argento in omaggio alla Città di Novara come dimostrazione di affetto e gratitudine per i benefici ricevuti nel passato e per il fatto di trovarsi, al momento della creazione della stemma, tra i comuni che costituivano la provincia di Novara.
Le tre fasce rappresentano i tre maggiori torrenti che scorrevano nel territorio comunale limitato a nord dal torrente Roddo, a sud dal torrente Vignolo, infine il Cree lo separava in due parti prima di essere interrato.
Il gonfalone non è mai stato ufficialmente concesso. Attualmente il Comune utilizza un gonfalone di bianco mentre in precedenza aveva adottato un drappo partito di bianco e di azzurro.

## Monumenti e luoghi d'interesse

### Architetture civili
- Palazzo Bolongaro, risalente alla fine del '700, detto anche Villa Ducale, sede del Centro internazionale di studi rosminiani.Monumento ai caduti
- Palazzo Borromeo (Isola Bella)
- Villa Pallavicino

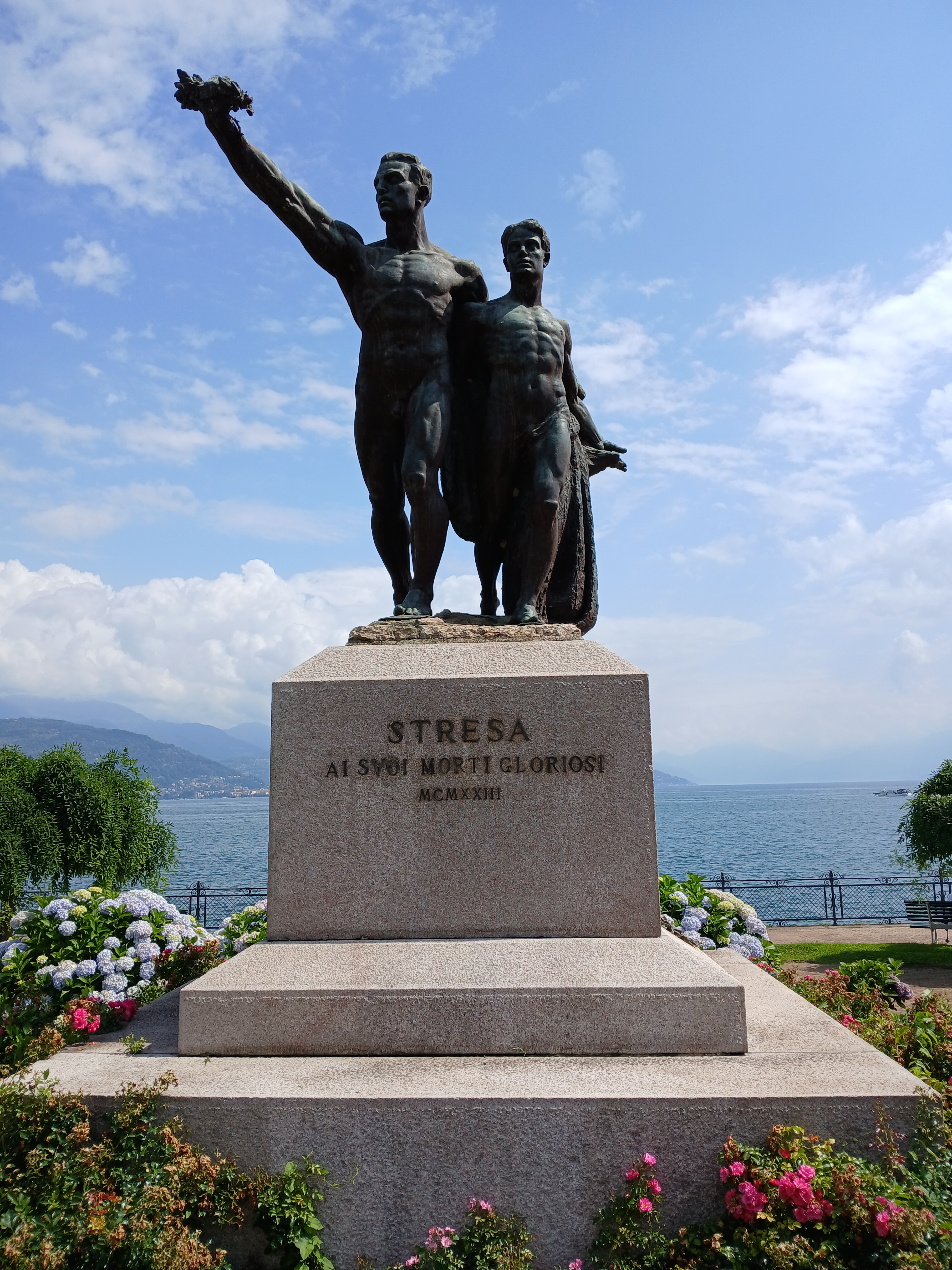
Monumento ai caduti

- Stele preromaniche: a Levo, frazione di Stresa - nel 1877, durante la costruzione di un edificio sono state rinvenute alcune tombe con corredo fittile-ornamentale e cinque lastre tombali in caratteri Leponzio-Liguri e latini. Tre di queste stele, datate al I secolo a.C., si possono ammirare nell'oratorio dei SS. Giacomo e Filippo dove una lapide racconta la storia di questo tempio. L'edificio, monumento nazionale dal 1909, fu restaurato nel 1944.
- Villa Castello Minola nella frazione di Vedasco.
- Villa Castelli, villa storica sul lungolago.
- Grand Hotel et des Iles Borromées
- Hotel Regina Palace
- Monumento ai caduti sul lungolago

### Architetture religiose
- Chiesa dei Santi Ambrogio e Theodulo, eretta nel 1790 dall'architetto neoclassicista Giuseppe Zanoja.

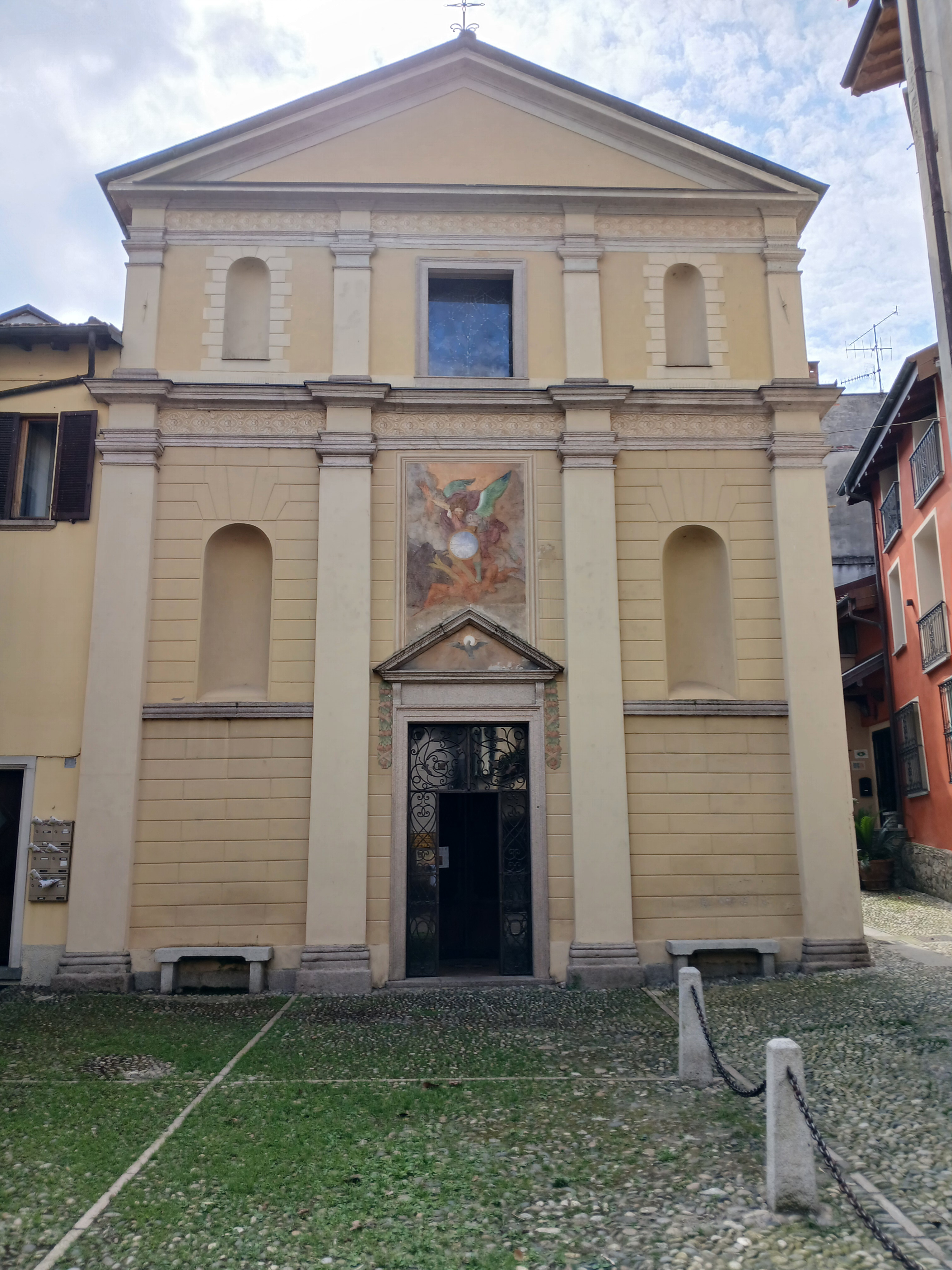
Chiesa di San Michele

- Collegio Rosmini, edificato nella seconda metà dell'Ottocento. La chiesa neoclassica del S.Crocifisso ospita le tombe del filosofo e teologo Antonio Rosmini e del poeta Clemente Rebora. Il Monumento ad Antonio Rosmini, scolpito in marmo bianco a grandezza naturale, rappresentante il teologo inginocchiato in preghiera mentre riflette sulle Sacre Scritture che regge nella mano destra, è un capolavoro del celebre scultore verista Vincenzo Vela[17].
- Chiesa di San Michele

## Galleria d'immagini

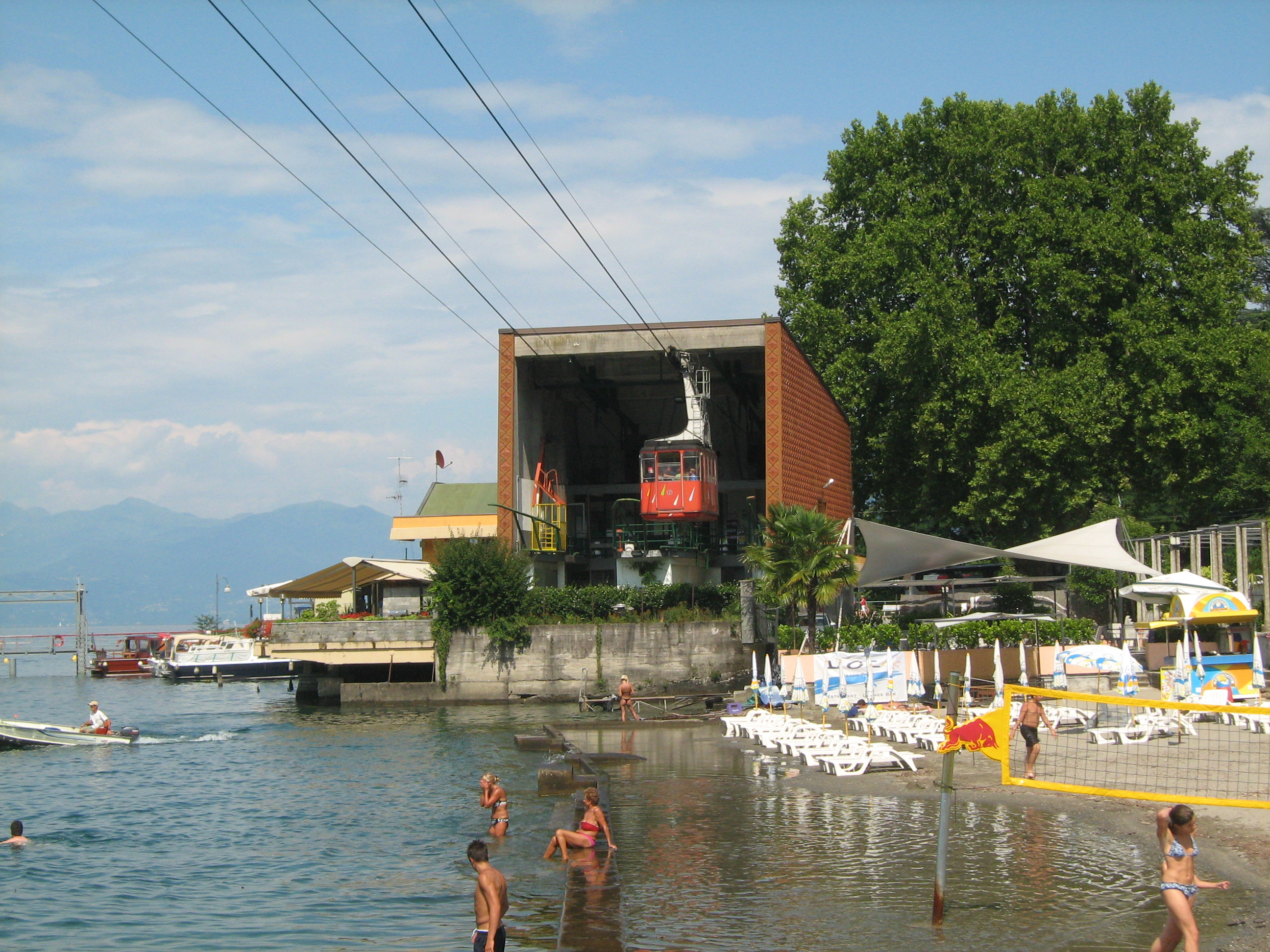
Funivia Stresa-Alpino-Mottarone
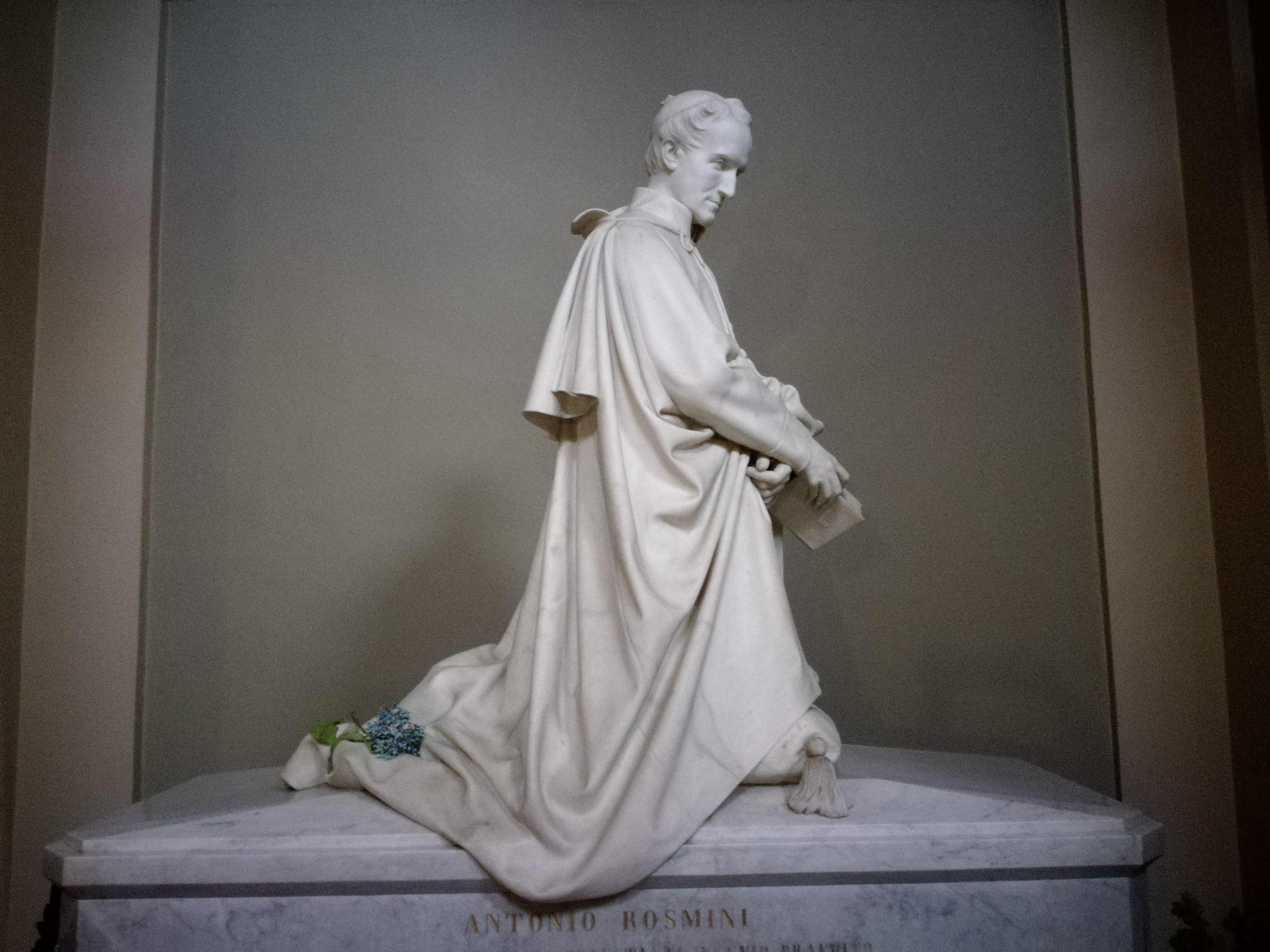
Tomba di Antonio Rosmini, Vincenzo Vela, Chiesa del Santo Crocifisso
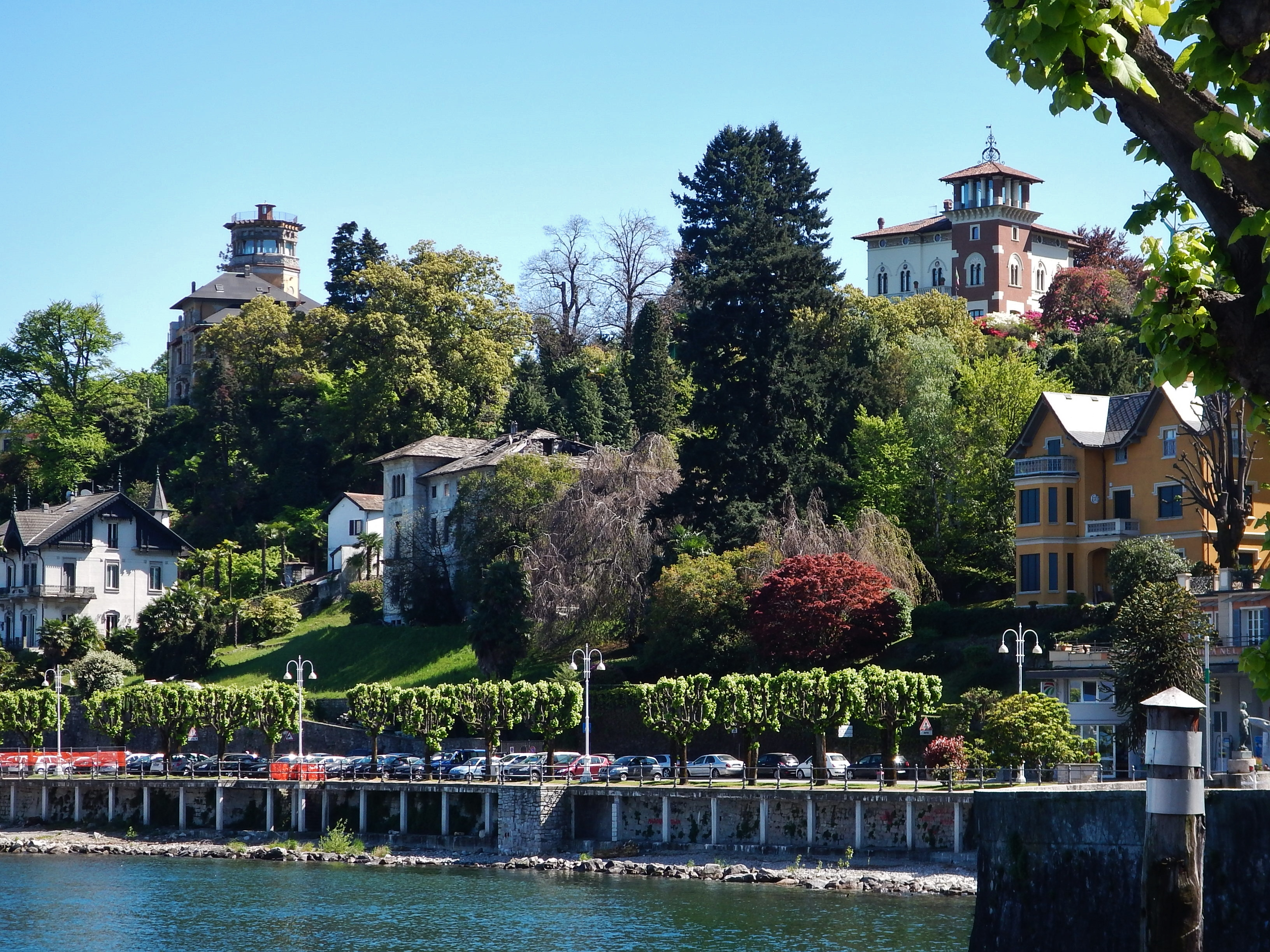
Lungolago
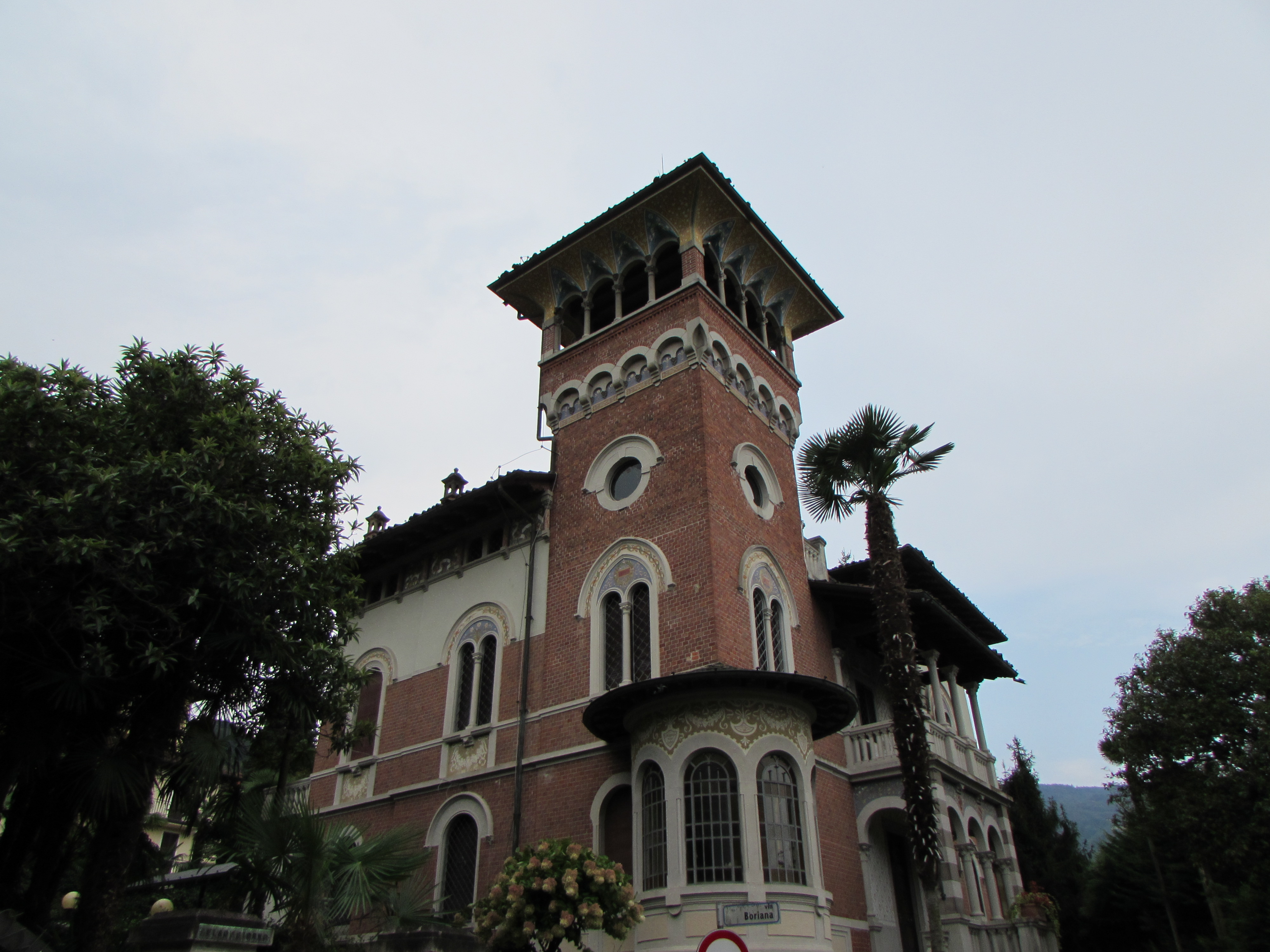
Villa Castello Minola: veduta

## Società

### Evoluzione demografica
Abitanti censiti

## Cultura

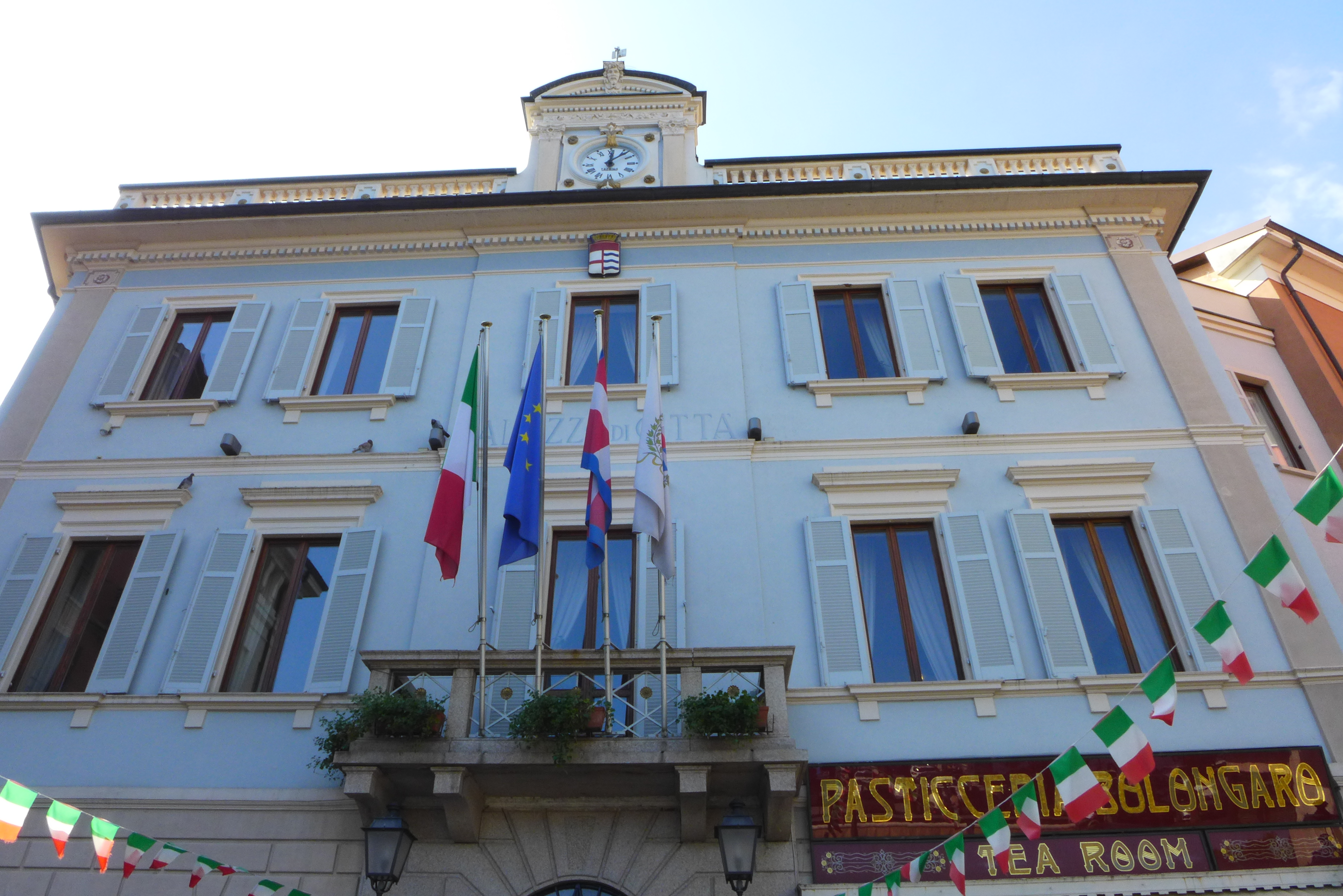
Municipio di Stresa

### Centro Internazionale di Studi Rosminiani
Dal 1966 Stresa ospita il Centro Internazionale di Studi Rosminiani, situato all'interno del Palazzo Bolongaro.
Il Centro, voluto in particolar modo anche da Federico Sciacca, offre ai visitatori un patrimonio culturale, storico e artistico legato alla persona del Antonio Rosmini. Il Centro, riconosciuto con Decreto del presidente della Repubblica del 31 gennaio 1968, promuove svariate iniziative culturali ed incontri organizzati. Prevede corsi conosciuti come "Simposi Rosminiani" e borse di studio.
Direttore del Centro è padre Eduino Menestrina subentrato nel 2022 a padre Umberto Muratore, I.C., studioso del pensiero rosminiano e autore di diverse opere.

### Settimane Musicali di Stresa e del Lago Maggiore
Le Settimane Musicali di Stresa sono nate nel 1961 per iniziativa di Italo Trentinaglia de Daverio, nobile avvocato veneziano, spinto ad occuparsi di musica, non da interessi personali, ma perché sempre vissuto a contatto con la musica: il padre Erardo era infatti organizzatore musicale, direttore generale del Teatro alla Scala a Milano, sovrintendente del Teatro La Fenice a Venezia e compositore. La famiglia Trentinaglia possedeva una villa a Stresa, dove convenivano spesso musicisti e autori, tra i quali Arturo Toscanini, Umberto Giordano e Gianandrea Gavazzeni, tutti attirati dalle bellezze naturali del Lago Maggiore.
Nel corso di un soggiorno in questa villa, nell'autunno del 1961, Italo Trentinaglia maturò l'idea di creare una manifestazione annuale, la quale potesse fare di Stresa la sede di uno di quei festival internazionali di musica classica, che rendevano famose alcune tra le più belle località d'Europa.
Il 27 agosto 1962 le Settimane Musicali di Stresa furono inaugurate da un concerto dell'Orchestra del Teatro alla Scala, diretta da Nino Sanzogno; nelle edizioni seguenti hanno partecipato alla manifestazione molti dei più importanti musicisti a livello mondiale.
La rassegna dei giovani vincitori di concorso ha presentato, nella storia delle Settimane Musicali, artisti che oggi sono famosi concertisti, come Michele Campanella, Garrick Ohlsson, Christoph Eschenbach, Murray Perrahia, Jeffrey Swann, fino ai più recenti Andrea Lucchesini, Maurizio Zanini e Nikolaj Znaider.
Dopo gli esordi al Palazzo dei Congressi di Stresa, all'Isola Bella nel Salone degli Arazzi e alla Loggia del Cashmere nei giardini dell'Isola Madre, il Festival ha poi ampliato progressivamente i propri orizzonti, portando i suoi concerti in nuove sedi storiche e permettendo così di coniugare la musica con l'arte e con gli scenari del luogo.
Dal 1999 il Festival ha assunto la nuova denominazione di "Settimane Musicali di Stresa e del Lago Maggiore"; fra le località coinvolte, l'Eremo di Santa Caterina del Sasso di Leggiuno, in provincia di Varese, ove ogni anno, per il prologo del Festival, vengono eseguite le Suite per violoncello solo di Johann Sebastian Bach. Nuove sedi concertistiche sono anche l'Auditorium "La Fabbrica" di Villadossola, il Castello Visconteo di Vogogna, la Rocca Borromea di Angera, Villa Ponti ad Arona, Villa San Remigio e la Chiesa di Madonna di Campagna a Verbania, la Chiesa Vecchia di Belgirate e la Basilica di San Giulio ad Orta. Dal 1999 al 2001 nel Festival rientrò anche la chiesa prepositurale dei SS. Giacomo e Filippo di Laveno, con il suo prestigioso organo Eugenio Biroldi.
Le Settimane Musicali di Stresa fanno parte dell'Associazione Europea dei Festival.

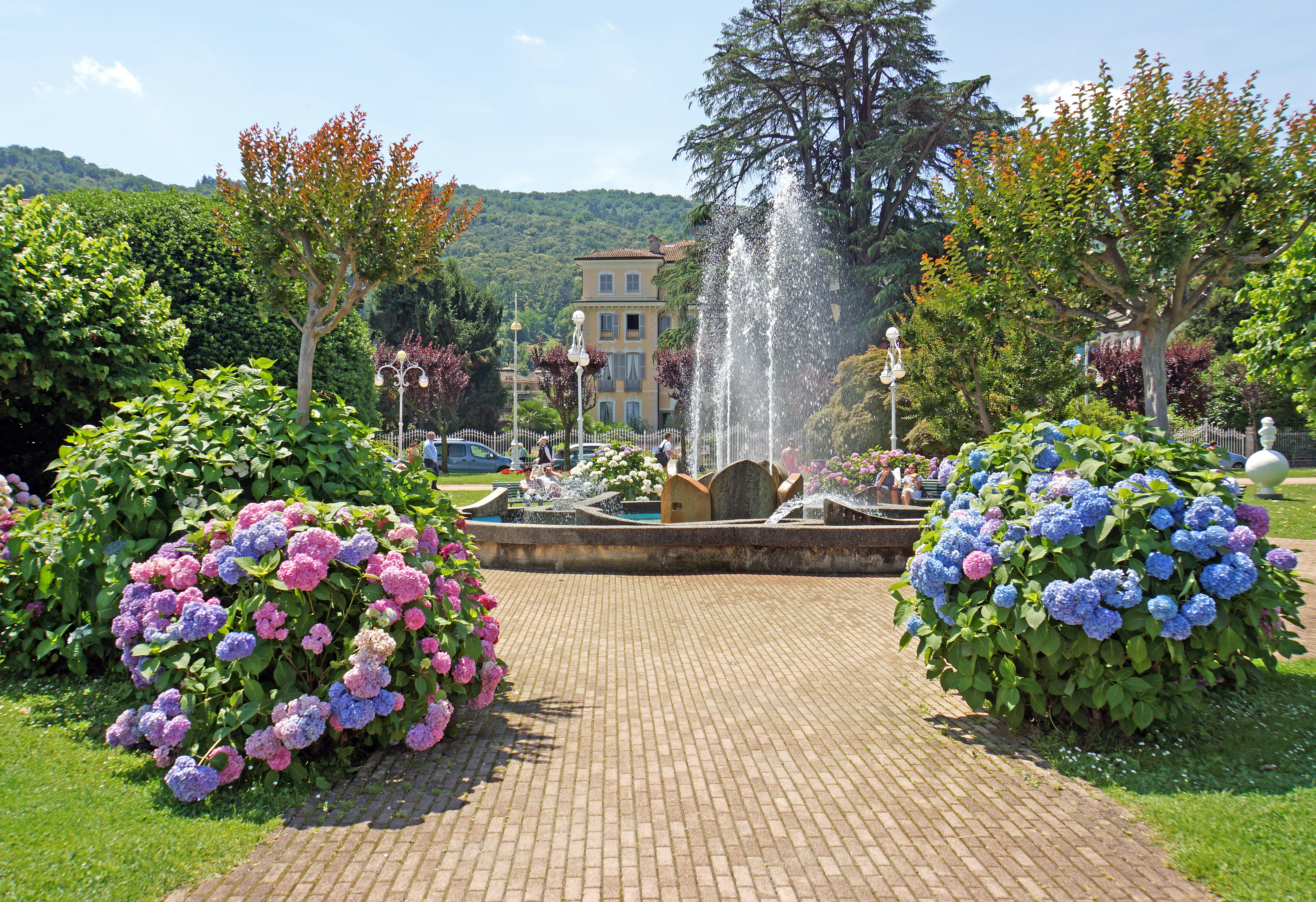
La fontana ai giardini pubblici

### Altri eventi
- Dal 2008 Stresa ha sostituito Biella nell'ospitare il Concorso Nazionale di Canto Corale e di composizione ed elaborazione corale
- Premio Stresa di Narrativa
- Festival letterario "Stresa, un aperitivo con ..." nel corso del mese di giugno
- Premio Giallostresa in collaborazione con il Giallo Mondadori, dal 2015 ha cambiato il nome in Gialli sui Laghi
- Midsummer Jazz Concerts

### Miss Italia
Stresa, tra il 1946 e il 1949, fu la prima località in cui si svolsero le finali del concorso di bellezza Miss Italia, successivamente il concorso tornò a Stresa solo nel 1958. Le Miss Italia elette furono:
- 1946 - Rossana Martini (1926-1988)
- 1947 - Lucia Bosè (1931-2020)
- 1948 - Fulvia Franco (1931-1988)
- 1949 - Mariella Giampieri (1928)
- 1958 - Paola Falchi (1936)

### Cucina e prodotti tipici
- Le Margheritine sono i dolcetti tipici di Stresa che furono ideate nel 1857 dal pasticciere Piero Antonio Bolongaro per farne omaggio all'allora principessa Margherita di Savoia, futura prima regina d'Italia, che viveva nella Villa Ducale di Stresa, per festeggiare la sua Prima Comunione.
- La Toma del Mottarone, formaggio tipico prodotto con il latte delle mucche che pascolano al Mottarone, la montagna di Stresa

### Libri ambientati a Stresa (anche parzialmente)
- Addio alle armi, di Ernest Hemingway
- Rubè, di Giuseppe Antonio Borgese
- La stanza del vescovo, di Piero Chiara

### Film ambientati a Stresa
- La ripetente fa l'occhietto al preside (1980)
- Grand Hotel Excelsior (1982)

## Infrastrutture e trasporti

### Strade
Il territorio comunale di Stresa è attraversato dalla Strada statale 33 del Sempione.
L'aeroporto più vicino è quello di Milano Malpensa (circa 43 km). 

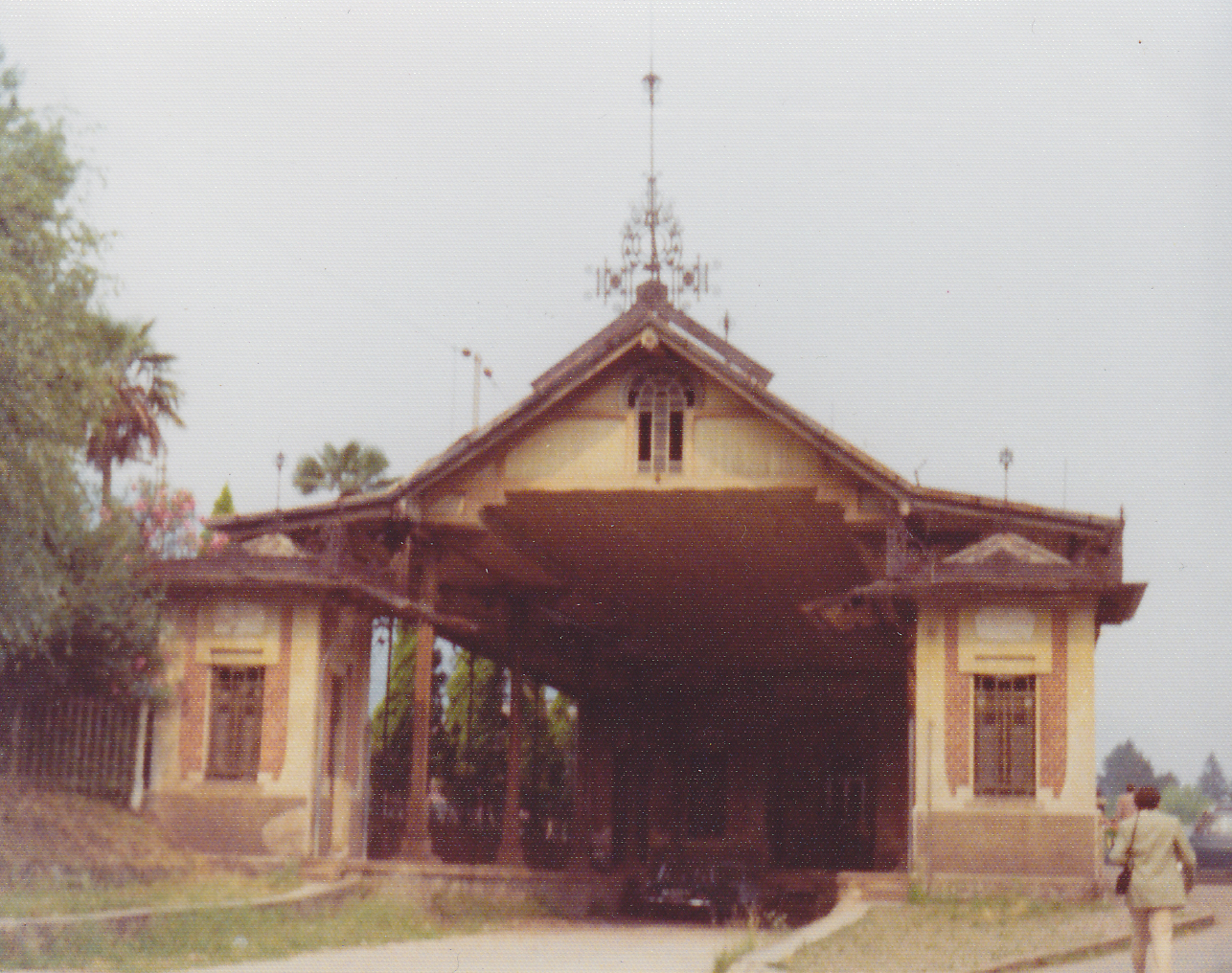
Stazione ferroviaria di Stresa negli anni sessanta

### Ferrovie
Stresa è dotata di una stazione ferroviaria situata sulla linea Milano-Domodossola.

### Navigazione
Stresa è uno dei porti di attracco dei battelli turistici della navigazione del Lago Maggiore. Vi è inoltre la sede della Capitaneria di Porto del Lago Maggiore.

### Funivia Stresa-Alpino-Mottarone
Stresa era collegata alla stazione sciistica ed al giardino botanico Alpinia tramite una funivia divisa in due tronconi, il primo tratto conduceva da Stresa alla frazione Alpino, mentre il secondo troncone saliva dall'Alpino al Mottarone. La funivia era stata riaperta a fine agosto 2016, dopo due anni di lavori. Sulla vetta, che raggiunge i 1491 m s.l.m., sorgono, inoltre, alcuni impianti sciistici.
 La funivia è tristemente nota per l'incidente del 23 maggio 2021 in cui persero la vita 14 persone per una grave manomissione degli impianti di sicurezza ed è attualmente chiusa al pubblico e all'uso (2022).

## Amministrazione
Di seguito è presentata una tabella relativa alle amministrazioni che si sono succedute in questo comune.
| Periodo           | Periodo           | Primo cittadino                | Partito                        | Carica              | Note   |
| ----------------- | ----------------- | ------------------------------ | ------------------------------ | ------------------- | ------ |
| 28 aprile 1997    | 14 maggio 2001    | Giampaolo Calligarich          | centro-destra                  | Sindaco             | [ 20 ] |
| 14 maggio 2001    | 10 settembre 2004 | Giorgio Diverio                | lista civica                   | Sindaco             | [ 20 ] |
| 10 settembre 2004 | 5 aprile 2005     | Salvatore Rosario Pasquariello |                                | Comm. straordinario | [ 20 ] |
| 5 aprile 2005     | 12 giugno 2015    | Canio Di Milla                 | lista civica                   | Sindaco             | [ 20 ] |
| 12 giugno 2015    | 22 settembre 2020 | Giuseppe Bottini               | lista civica Stresa e frazioni | Sindaco             | [ 20 ] |
| 22 settembre 2020 | in carica         | Marcella Severino              | lista civica                   | Sindaco             | [ 20 ] |

### Altre informazioni amministrative
Fa parte dell'unione montana del Cusio e del Mottarone.

## Sport

### Calcio
La principale squadra di calcio della città è lo Stresa Vergante: fondata nel 1906 col nome di Stresa Sportiva, originariamente adottava i colori sociali bianco e azzurro e raggiunse quali maggiori risultati della propria storia la partecipazione alla Promozione 1920-1921 (all'epoca seconda divisione del calcio italiano, giocata su base regionale) e alla Serie D 2018-2019. Nel 2022, previa fusione con il Lesa Vergante (club di puro settore giovanile con sede nel comune limitrofo, nato nel 2010 e connotato dalle tinte neroverdi) ha cambiato denominazione e adottato i colori sociali verde-blu: con questa nuova identità ha fatto il suo esordio in Serie D 2022-2023.

### Alpyland
L'impianto di alpine coaster sul pendio del Mottarone è un bob/slittino ancorato a una monorotaia, sviluppata per una lunghezza di 1200 m e un dislivello di 100 metri.